# Серджент (Небраска)
Серджент (англ. Sargent) — місто (англ. city) в США, в окрузі Кастер штату Небраска. Населення — 500 осіб (2020).

## Географія
Серджент розташований за координатами 41°38′24″ пн. ш. 99°22′8″ зх. д. / 41.64000° пн. ш. 99.36889° зх. д. (41.639981, -99.368766).  За даними Бюро перепису населення США в 2010 році місто мало площу 2,77 км², уся площа — суходіл.

## Демографія
Згідно з переписом 2010 року, у місті мешкало 525 осіб у 245 домогосподарствах у складі 148 родин. Густота населення становила 189 осіб/км².  Було 318 помешкань (115/км²).
Расовий склад населення:
| - 99,0 % — білих - 0,6 % — чорних або афроамериканців - 0,2 % — азіатів |

До двох чи більше рас належало 0,2 %. Частка іспаномовних становила 1,5 % від усіх жителів.
За віковим діапазоном населення розподілялося таким чином: 22,9 % — особи молодші 18 років, 52,1 % — особи у віці 18—64 років, 25,0 % — особи у віці 65 років та старші. Медіана віку мешканця становила 47,6 року. На 100 осіб жіночої статі у місті припадало 100,4 чоловіків;  на 100 жінок у віці від 18 років та старших — 91,9 чоловіків також старших 18 років.
Середній дохід на одне домашнє господарство  становив 41 370 доларів США (медіана — 29 792), а середній дохід на одну сім'ю — 53 403 долари (медіана — 46 979). Медіана доходів становила 35 313 долари для чоловіків та 27 143 долари для жінок. За межею бідності перебувало 9,7 % осіб, у тому числі 10,5 % дітей у віці до 18 років та 15,0 % осіб у віці 65 років та старших.
Цивільне працевлаштоване населення становило 316 осіб. Основні галузі зайнятості: роздрібна торгівля — 26,3 %, сільське господарство, лісництво, риболовля — 14,2 %, транспорт — 11,7 %, освіта, охорона здоров'я та соціальна допомога — 10,8 %.